# Пловдив (стадіон)
Стадіон «Пловдив» (болг. Стадион Пловдив), також відомий як Стадіон 9 вересня (болг. 9-ти Септември) — найбільший спортивний стадіон в Болгарії місткістю 55 тисяч осіб.

## Історія
Був побудований і відкритий у 1950 році і отримав назву «Стадіон 9 вересня» на честь дати болгарської революції 1944 року. Місткість стадіону тоді становила 30 тисяч сидячих місць. У 1962 році стадіон був реконструйований: оновлені сектори А, Б і Г. Місткість зросла про 42 тисяч осіб, також встановили чотири вежі з прожекторами для освітлення. У 1991 році був відреставрований сектор В і встановлені 4 нові сталеві вежі з прожекторами висотою 70 м, привезені з Польщі. Втім реконструкція стадіону була зупинена через відсутність коштів.
На стадіоні грали місцеві команди «Ботев» і «Локомотив». Також сюди приїжджали в рамках єврокубкових матчів клуби «Реал Сарагоса», «Црвена Звезда», «Барселона», «Баварія», «Осер», «Ювентус», «Лаціо» та інші.
На арені відбулися два офіційні матчі футбольної збірної Болгарії, 28 березня 1973 року проти СРСР (1:0) та 13 квітня 1974 року з Чехословаччиною (0:1). Також 18 травня 1983 року тут пройшов кваліфікаційний матч на футбольний турнір Олімпійських ігор 1984 року (Болгарія — СРСР 2:2).
У 1991 році на стадіоні пройшов чемпіонат Європи з легкої атлетики серед юніорів.
З 1996 року на стадіоні не проводяться значні заходи, дозволено грати тільки юнацьким командам (стадіон на даний момент не відповідає всім вимогам УЄФА). Перший концерт на стадіоні дала боснійська співачка Лепа Брена, а останнім великим заходом був концерт рок-гурту Metallica в 1999 році.

## Галерея

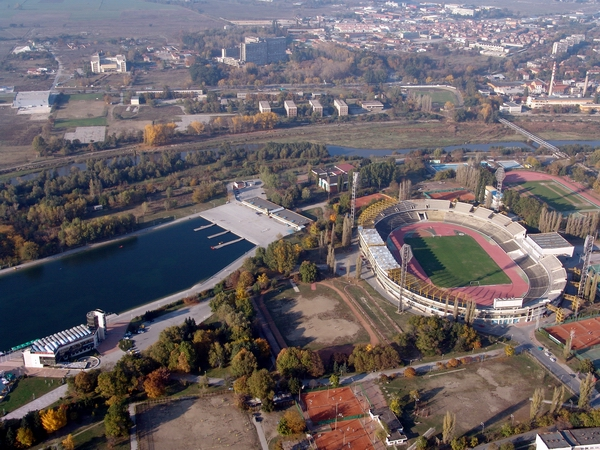
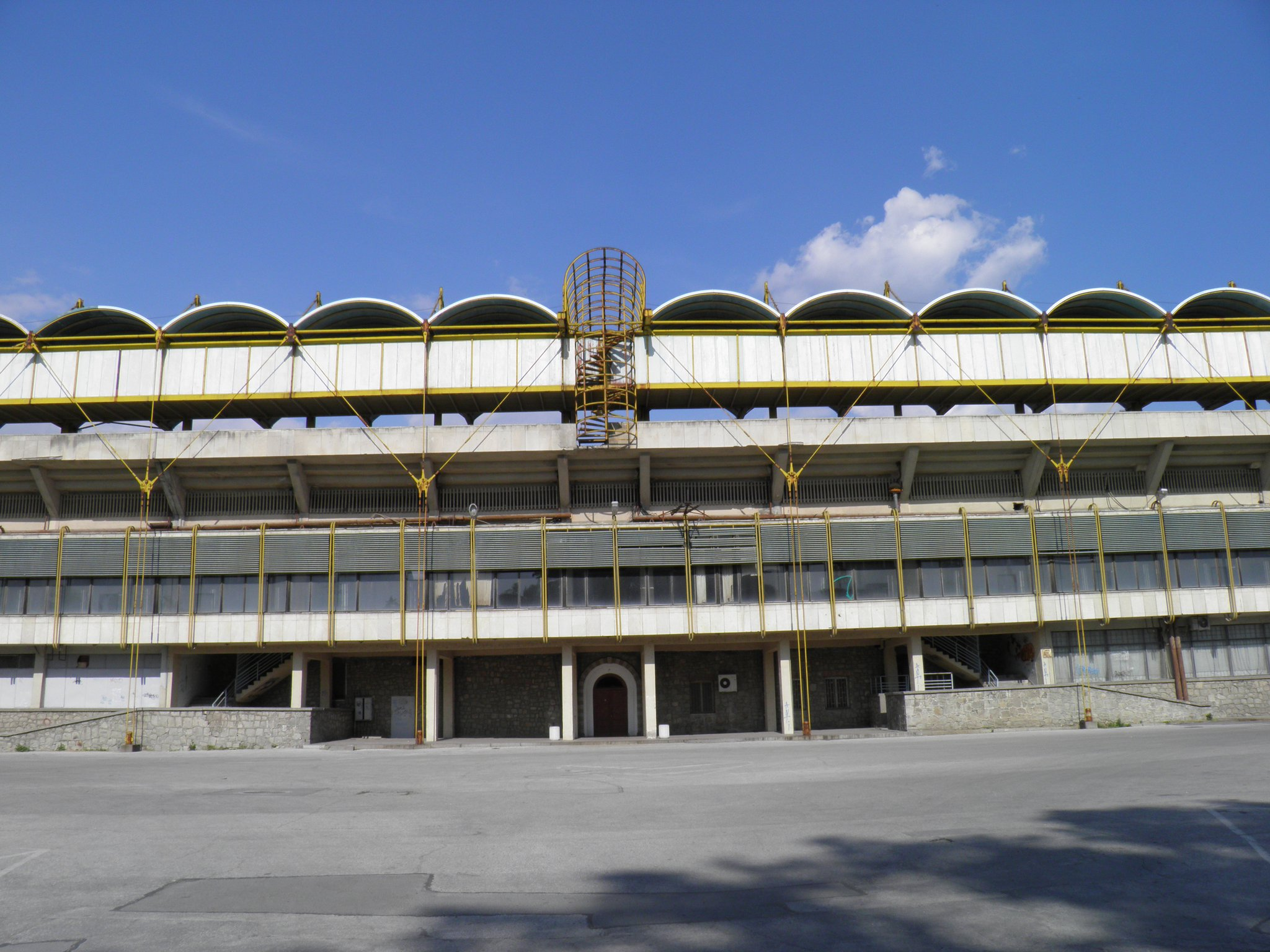